# Kvintkör
A kvintkör a zenében  a hangnemek sorrendjét, valamint egymás közti kapcsolatát mutató ábra. Legnagyobb előnye, hogy a hangnemi előjegyzéseket logikus sorrendben mutatja be.
A képen a központi C-dúrtól kiindulva jobbra kvintenként emelkedve a keresztes, balra kvartonként ereszkedve a bés hangnemek találhatók.
- B = H: angolszász nyelvekben a B jelöli a germán nómenklatúra szerinti H-t.

## A poláris rendszerrel való kapcsolat
Az ábra jól mutatja a hangnemek (bartóki értelemben vett) poláris rendszerét is. Jobbra haladva pl. a C-dúr tonikája (C hang) után domináns (G), majd szubdomináns (D) hang következik, majd újra tonika (A), domináns (E) stb. A poláris ellentétek (pl. C és Fisz) egymással szemben helyezkednek el (a Fisz hang pontosan "félúton van" egymástól oktávra lévő két C hang között).

## Enharmónia
A kétfelé induló kör a poláris ellentétnél összeér (Fisz és Gesz), és enharmonikusan továbbfolytatva megegyezik (lásd: pl. Desz-dúr és Cisz-dúr, de ugyanígy értelmezhető lenne a továbbiakban az Asz-dúr és a Gisz-dúr is stb.)

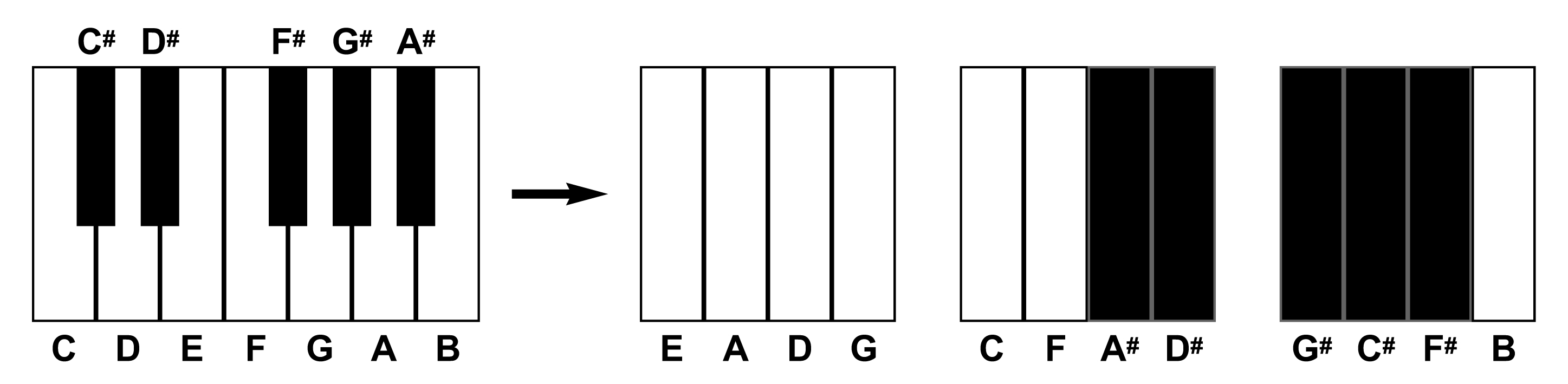
kvintkör